# Bitwa pod Mohylewem (1581)
Bitwa pod Mohylewem – jedno ze starć wojny polsko-rosyjskiej, do którego doszło 27 czerwca 1581 pod Mohylewem. Bitwa wykazała wartość polskich chorągwi husarskich, które broniły się przed wielokrotnie liczniejszymi wojskami przeciwnika.

## Przed bitwą
W 1577 wybuchła wojna polsko-moskiewska o Inflanty. Król Stefan Batory w latach 1579–1580 przeprowadził dwie zwycięskie wyprawy, zdobywając Połock i Wielkie Łuki. Trzecia wyprawa zakładała zdobycie Pskowa. Wieści o kolejnej wyprawie Batorego dotarły do Iwana Groźnego ze źródeł szpiegowskich na polskim dworze. W tej sytuacji Moskwa uprzedziła Rzeczpospolitą, wkraczając w czerwcu na terytorium Wielkiego Księstwa Litewskiego. Wojsko Iwana Groźnego i jego sojuszników (głównie Tatarów) liczyło około 30 tysięcy żołnierzy, a z pachołkami nawet 45 tysięcy. Armia ta, choć liczna, nie była przygotowana do oblegania miast i twierdz. Składała się głównie z kawalerii moskiewskiej, kozackiej i tatarskiej i posiadała kilka dział. Zadaniem tego wojska było sprawdzenie rozmieszczenia sił polskich i spustoszenie okolic. 25 czerwca armia przekroczyła Dniepr. W tym samym czasie niedaleko znajdowała się utworzona przez Batorego chorągiew husarska pod dowództwem Marcina Kazanowskiego. Liczyła ona około 200 żołnierzy.

## Skład obu armii
| Strona polska: Początkowo: - załoga miasta Mohylew (strzelcy) - chorągiew husarska (około 200 konnych) Późniejsze siły: - rota petyhorska (około 164 konnych) - rota kozacka (około 150 konnych) Łącznie: około 514 konnych i załoga miasta | Strona moskiewska: - jazda moskiewska - jazda tatarska - jazda kozacka - kilka dział Łącznie: około 30 tysięcy żołnierzy |

## Bitwa
27 czerwca armia rosyjska uderzyła na przedmieścia Mohylewa. Spaliła je i próbowała zdobyć także miasto, ale strona polska obsadziła ostróg miejski strzelcami. Siły moskiewskie próbowały go podpalić. Na szczęście dla załogi na odsiecz przyszła im chorągiew husarska Kazanowskiego. Służący w niej porucznik Markowski wydał rozkaz, aby „Moskali ciąć i do miasta nie dopuszczać”. Przez siedem godzin broniono miasta, aż przyszła odsiecz w postaci roty petyhorskiej Temruka Szymkowicza i roty kozackiej Krzysztofa Radziwiłła dowodzonej przez porucznika Halibeka. W szeregach rosyjskich pojawiła się pogłoska, że jest to cała armia królewska, i wybuchła panika. Siły moskiewskie wycofały się na drugi brzeg Dniepru.
Po stronie polskiej byli ranni i duże straty w koniach, jednak żaden żołnierz nie poległ. Wiele wsi zostało spalonych. Armia moskiewska, wycofawszy się, ruszyła na Orszę. Niedługo później Stefan Batory rozpoczął oblężenie Pskowa.

## Relacje o bitwie
Szczegóły starcia przedstawił w liście do króla szlachcic Hołowczyński, który ze spalonego Hołowczyna 30 czerwca 1581 donosił: 

Waszej Królewskiej Mości Mohylewa i przedmieścia mohylewskie kilkaset domów popalili, jakoż wielkością ludzi mało się do miasta i do zamku mohylewskiego nie wcisnęli, jednoż za pomocą Bożą lud Waszej Królewskiej Mości żołnierski, roty Jm pana Trockiego [Krzysztofa Radziwiłła], p. Kazanowskiego i p. Temrukowa, którzy się na ten czas byli zebrali, odparli ich i bronili zamku i miasta, i bitwę z nimi mieli.

 Z kolei ksiądz Jan Piotrowski zapisał pod datą 11 lipca 1581: 

Dziś tam stąd przyjechał Markowski, porucznik roty Kazanowskiego; to przyniósł, że 27 czerwca Moskwy pod Mohylów, jako on powiada, przyszło i z Tatary około 30 000, snadź lud nikczemny, błahy, aby byli Mohylów wybrali, a rota Kazanowskiego sama bez rotmistrza, osłyszawszy się o nich, przedtem przyszła tam jedno 200 koni; uganiali się z nimi tego dnia nasi całych 7 godzin, tak, że do miasta przystąpić nie dopuścili im. Przybyła im potem Temrukowa rota [z pomocą]. Moskwa, nadziewając się wiele ludzi, jęli uchodzić i dojechawszy Dniepru, przeprawowali się [na drugi brzeg]. Nasi na onej przeprawie gromili je i na onę stronę przegnali, kilku więźniów porwawszy, których tu ten Markowski – jest on od naszej Kruszwicy – królowi przywiódł. Szkodę tam wielką ta rota [Kazanowskiego] w koniach wzięła: Moskwa wszystko w nie z łuków i z rusznic strzelała. Rannych też towarzyszów i pacholików dosyć; zabitego z łaski Bożej [w tej rocie] żadnego.